# Nos Embalos de Ipanema
Nos Embalos de Ipanema (en español: Al ritmo de Ipanema) es una película brasileña de 1978 dirigida y producida por Antônio Calmon.

## Trama
La película cuenta la historia del surfista Toquinho, un chico pobre de la Zona Norte de Río de Janeiro, que se prostituye y acaba relacionándose con la clase alta de Ipanema para intentar cumplir su sueño de surfear en Hawái.

## Elenco
- André de Biase - Toquinho
- Angelina Muniz - Verinha
- Zaira Zambelli - Patrícia
- Paulo Villaça - André
- Roberto Bonfim - Das Bocas
- Selma Egrei - Bia
- Gracinda Freire - Dona Flora
- Stephan Nercessian - Maurício
- Ronaldo Santos - Peixinho
- Yara Amaral - Mãe de Toquinho
- Suzy Arruda - Mãe de Verinha
- Mauro Mendonça - Pai de Patrícia
- Jacqueline Laurence - Mãe de Patrícia
- Patrícia Ferrari - Irmã de Toquinho